# Peter Germer
Peter Germer (* 26. September 1949 in Baasdorf, Kreis Köthen) ist ein ehemaliger deutscher Ringer.

## Werdegang
Peter Germer begann als Jugendlicher mit dem Ringen. Schon bald zeigte sich sein großes Talent, speziell für den freien Stil. Im Jugend- und Juniorenbereich gehörte er in seiner jeweiligen Alters- und Gewichtsklasse bald zu den besten Ringern in der DDR. Er entwickelte sich bis zu seinem 20. Lebensjahr zu einem relativ leichten Superschwergewichtler, der durch seine gute Technik und seine Schnelligkeit überzeugte. Sein Verein war der SC Motor Jena. Dort wurde er von Alois Pachmann trainiert. Im Jahr 1969 wurde er erstmals DDR-Meister bei den Senioren im Schwergewicht. Im selben Jahr wurde er auch bei der Europameisterschaft in Sofia eingesetzt und gewann bei seinem Debüt gleich eine Bronzemedaille im Schwergewicht. An den Weltmeisterschaften 1969 in Mar del Plata in Argentinien nahm die DDR nicht teil.
Auch bei der Europameisterschaft 1970 in Ost-Berlin gewann Peter Germer eine Bronzemedaille, diesmal aber im Superschwergewicht. Er verlor dabei nur gegen den sowjetischen Sportler Leonid Kitow. Im gleichen Jahr belegte er auch bei den Weltmeisterschaften in Edmonton den 3. Platz. Dabei musste er sich nur dem Olympiasieger und vielfachen sowjetischen Weltmeister Alexander Medwed geschlagen geben.
Bei den Olympischen Spielen 1972 in München gewann Peter Germer nur gegen Ștefan Stîngu aus Rumänien und musste sich wieder von Alexander Medwed schlagen lassen, belegte aber einen guten 6. Platz.
1973 pausierte Peter Germer auf der internationalen Ringermatte. 1974 in Madrid war er bei den Europameisterschaften wieder dabei und wurde achtbarer 5. Sieger. Bei den Weltmeisterschaften 1974 in Istanbul bestritt er seine letzte internationale Meisterschaft, bei der er noch einmal einen respektablen sechsten Platz erreichte.
Inzwischen war ihm in der DDR in Roland Gehrke ein Konkurrent erwachsen, der ihn auf der internationalen Ringermatte ablöste. Er beendete deshalb seine Karriere als aktiver Ringer und wurde ein sehr erfolgreicher Trainer in Jena, der u. a. auch Andreas Schröder formte.

## Internationale Erfolge
(OS = Olympische Spiele, WM = Weltmeisterschaft, EM = Europameisterschaft, F = Freistil, S = Schwergewicht, SS = Superschwergewicht, damals bis bzw. über 100 kg Körpergewicht)
- 1969, 3. Platz, EM in Sofia, F, S, mit Siegen über Karel Engel, Tschechoslowakei und Topór, Polen und Niederlagen gegen Wassil Todorow, Bulgarien und Wladimir Gulutkin, Sowjetunion;
- 1970, 3. Platz, EM in Berlin (Ost), F, S, mit Siegen über Duško Živković, Jugoslawien, Gıyasettin Yılmaz, Türkei und Vasil Vassiliew, Bulgarien und einer Niederlage gegen Leonid Kitow, Sowjetunion;
- 1970, 3. Platz, WM in Edmonton, F, SS, mit Siegen über Gregory Woiciechowski, USA, Alwyn Visser, Südafrika und Edward Wojda, Polen, einem Unentschieden gegen Osman Duraliew, Bulgarien und einer Niederlage gegen Alexander Medwed, Sowjetunion;
- 1971, 10. Platz, WM in Sofia, F, SS, mit Sieg über Tomomi Tsuruta, Japan und Niederlagen gegen Duraliew und Alaettin Yildirim, Türkei;
- 1972, 6. Platz, OS in München, F, SS, mit Sieg über Ștefan Stîngu, Rumänien, einem Unentschieden gegen Stanisław Mackowieki, Polen und einer Niederlage gegen Medwed;
- 1974, 5. Platz, EM in Madrid, F, SS, mit Sieg über Sergio Carlesi, Italien und Niederlagen gegen Bojan Boew, Bulgarien und Ladislau Șimon, Rumänien;
- 1974, 6. Platz, WM in Istanbul, F, SS, mit Sieg über Lasono Snoraks, Kuba und Niederlagen gegen Heinz Eichelbaum, Deutschland und Boew

## DDR-Meisterschaften
- 1969, 1. Platz, F, S, vor Gerd Bachmann, Leipzig und Klaus Beyse, Halle (Saale),
- 1970, 2. Platz, F, S, hinter Bachmann und vor Beyse,
- 1971, 1. Platz, F, SS, vor Peter Wiertelak, Jena und Friedrich, Leipzig,
- 1972, 1. Platz, F, SS, vor Wiertelak und Wieland, Aue